# Julien Brulé
Julien Louis Brulé, né le 30 avril 1875 à Avilly-Saint-Léonard (Oise) et mort à Précy-sur-Oise le 25 juin 1928, est un archer français.

## Palmarès
- Jeux olympiques
  -  Médaille d'or en individuel 50m aux Jeux olympiques d'été de 1920 à Anvers.
  -  Médaille d'argent en individuel 33m aux Jeux olympiques d'été de 1920 à Anvers.
  -  Médaille d'argent par équipes 33m aux Jeux olympiques d'été de 1920 à Anvers.
  -  Médaille d'argent par équipes 50m aux Jeux olympiques d'été de 1920 à Anvers.
  -  Médaille de bronze par équipes 28m aux Jeux olympiques d'été de 1920 à Anvers.